# Puchar Świata w narciarstwie alpejskim mężczyzn 1989/1990
Puchar Świata w narciarstwie alpejskim mężczyzn sezon 1989/1990 to 24 edycja tej imprezy. Cykl ten rozpoczął się w australijskim Thredbo 11 sierpnia 1989 roku, a zakończył 17 marca 1990 roku w szwedzkim Åre. 

## Podium zawodów

### indywidualnie
| Lp  | Data              | Miejsce           | Konkurencja | Zwycięzca             | 2. miejsce                 | 3. miejsce                      |
| 1.  | 11 sierpnia 1989  | Thredbo           | gigant      | Lars-Börje Eriksson   | Ole Kristian Furuseth      | Günther Mader                   |
| 2.  | 12 sierpnia 1989  | Thredbo           | slalom      | Armin Bittner         | Ole Kristian Furuseth      | Bernhard Gstrein                |
| 3.  | 23 listopada 1989 | Park City         | gigant      | Ole Kristian Furuseth | Pirmin Zurbriggen          | Ivano Camozzi                   |
| 4.  | 24 listopada 1989 | Waterville Valley | slalom      | Alberto Tomba         | Pirmin Zurbriggen          | Marc Girardelli                 |
| 5.  | 30 listopada 1989 | Waterville Valley | gigant      | Urs Kälin             | Lars-Börje Eriksson        | Günther Mader                   |
| 6.  | 2 grudnia 1989    | Mont-Sainte-Anne  | gigant      | Günther Mader         | Ole Kristian Furuseth      | Armin Bittner                   |
| 7.  | 3 grudnia 1989    | Mont-Sainte-Anne  | slalom      | Thomas Stangassinger  | Bernhard Gstrein           | Marc Girardelli                 |
| 8.  | 10 grudnia 1989   | Val d’Isère       | supergigant | Niklas Henning        | Franck Piccard             | Peter Runggaldier               |
| 9.  | 12 grudnia 1989   | Sestriere         | supergigant | Pirmin Zurbriggen     | Lars-Börje Eriksson        | Franck Piccard                  |
| 10. | 16 grudnia 1989   | Val Gardena       | zjazd       | Pirmin Zurbriggen     | Franz Heinzer              | Kristian Ghedina                |
| 11. | 6 stycznia 1990   | Kranjska Gora     | slalom      | Jonas Nilsson         | Hubert Strolz              | Michael Tritscher               |
| 12. | 7 stycznia 1990   | Kranjska Gora     | slalom      | Armin Bittner         | Bernhard Gstrein           | Paul Accola                     |
| 13. | 11 stycznia 1990  | Schladming        | zjazd       | Franck Piccard        | Kristian Ghedina           | Daniel Mahrer                   |
| 14. | 12 stycznia 1990  | Schladming        | slalom      | Armin Bittner         | Michael Tritscher          | Konrad Ladstätter Tetsuya Okabe |
| 15. | 12 stycznia 1990  | Schladming        | kombinacja  | Pirmin Zurbriggen     | Paul Accola                | Günther Mader                   |
| 16. | 14 stycznia 1990  | Alta Badia        | gigant      | Richard Kröll         | Günther Mader              | Rudolf Nierlich Hubert Strolz   |
| 17. | 20 stycznia 1990  | Kitzbühel         | zjazd       | Atle Skårdal          | Helmut Höflehner           | Pirmin Zurbriggen               |
| 18. | 21 stycznia 1990  | Kitzbühel         | slalom      | Rudolf Nierlich       | Ole Kristian Furuseth      | Armin Bittner                   |
| 19. | 21 stycznia 1990  | Kitzbühel         | kombinacja  | Pirmin Zurbriggen     | Paul Accola                | Marc Girardelli                 |
| 20. | 23 stycznia 1990  | Veysonnaz         | gigant      | Richard Kröll         | Hubert Strolz              | Rudolf Nierlich                 |
| 21. | 27 stycznia 1990  | Val d’Isère       | zjazd       | Helmut Höflehner      | Atle Skårdal               | William Besse                   |
| 22. | 29 stycznia 1990  | Val d’Isère       | zjazd       | Helmut Höflehner      | William Besse              | Franz Heinzer                   |
| 23. | 29 stycznia 1990  | Val d’Isère       | supergigant | Steve Locher          | Armand Schiele             | Günther Mader                   |
| 24. | 30 stycznia 1990  | Les Menuires      | supergigant | Günther Mader         | Ole Kristian Furuseth      | Atle Skårdal                    |
| 25. | 3 lutego 1990     | Cortina d’Ampezzo | zjazd       | Kristian Ghedina      | Daniel Mahrer              | Helmut Höflehner                |
| 26. | 4 lutego 1990     | Cortina d’Ampezzo | zjazd       | Helmut Höflehner      | Franz Heinzer Atle Skårdal |                                 |
| 27. | 6 lutego 1990     | Courmayeur        | supergigant | Pirmin Zurbriggen     | Günther Mader              | Peter Runggaldier               |
| 28. | 3 marca 1990      | Veysonnaz         | gigant      | Fredrik Nyberg        | Hubert Strolz              | Richard Kröll                   |
| 29. | 4 marca 1990      | Veysonnaz         | slalom      | Armin Bittner         | Alberto Tomba              | Hubert Strolz                   |
| 30. | 8 marca 1990      | Geilo             | slalom      | Alberto Tomba         | Michael Tritscher          | Jonas Nilsson                   |
| 31. | 10 marca 1990     | Hemsedal          | supergigant | Pirmin Zurbriggen     | Karl Alpiger               | Hans Stuffer                    |
| 32. | 12 marca 1990     | Sälen             | slalom      | Alberto Tomba         | Rudolf Nierlich            | Armin Bittner                   |
| 33. | 15 marca 1990     | Åre               | zjazd       | Kristian Ghedina      | Franz Heinzer              | Helmut Höflehner                |
| 34. | 17 marca 1990     | Åre               | zjazd       | Atle Skårdal          | Helmut Höflehner           | Felix Belczyk                   |

## Końcowa klasyfikacja generalna
| Miejsce | Zawodnik              | Punkty |
| ------- | --------------------- | ------ |
| 1.      | Pirmin Zurbriggen     | 357    |
| 2.      | Ole Kristian Furuseth | 234    |
| 3.      | Günther Mader         | 213    |
| 4.      | Armin Bittner         | 193    |
| 5.      | Helmut Höflehner      | 174    |
| 6.      | Atle Skårdal          | 167    |
| 7.      | Hubert Strolz         | 155    |
| 8.      | Lars-Börje Eriksson   | 121    |
| 9.      | Alberto Tomba         | 116    |
| 10.     | Rudolf Nierlich       | 110    |

### Zjazd (po 9 z 9 konkurencji)
| Miejsce | Zawodnik          | Punkty |
| ------- | ----------------- | ------ |
| 1.      | Helmut Höflehner  | 166    |
| 2.      | Atle Skårdal      | 120    |
| 3.      | Pirmin Zurbriggen | 105    |
| 4.      | William Besse     | 88     |
| 4.      | Daniel Mahrer     | 88     |

### Supergigant (po 6 z 6 konkurencji)
| Miejsce | Zawodnik            | Punkty |
| ------- | ------------------- | ------ |
| 1.      | Pirmin Zurbriggen   | 98     |
| 2.      | Günther Mader       | 71     |
| 3.      | Lars-Börje Eriksson | 61     |
| 4.      | Franck Piccard      | 52     |
| 5.      | Atle Skårdal        | 47     |

### Slalom gigant (po 7 z 7 konkurencji)
| Miejsce | Zawodnik              | Punkty |
| ------- | --------------------- | ------ |
| 1.      | Ole Kristian Furuseth | 96     |
| 1.      | Günther Mader         | 96     |
| 3.      | Hubert Strolz         | 71     |
| 4.      | Richard Kröll         | 65     |
| 5.      | Lars-Börje Eriksson   | 56     |

### Slalom (po 10 z 10 konkurencji)
| Miejsce | Zawodnik              | Punkty |
| ------- | --------------------- | ------ |
| 1.      | Armin Bittner         | 150    |
| 2.      | Ole Kristian Furuseth | 95     |
| 2.      | Alberto Tomba         | 95     |
| 4.      | Michael Tritscher     | 93     |
| 5.      | Bernhard Gstrein      | 91     |

### Kombinacja (po 2 z 2 konkurencji)
| Miejsce | Zawodnik          | Punkty |
| ------- | ----------------- | ------ |
| 1.      | Pirmin Zurbriggen | 50     |
| 2.      | Paul Accola       | 40     |
| 3.      | Markus Wasmeier   | 27     |
| 4.      | Thomas Hangl      | 23     |
| 5.      | Günther Mader     | 15     |

### Drużynowo
| Miejsce | Kraj       | Punkty |
| ------- | ---------- | ------ |
| 1.      | Austria    | 1272   |
| 2.      | Szwajcaria | 1058   |
| 3.      | Włochy     | 551    |
| 4.      | Norwegia   | 462    |
| 5.      | RFN        | 448    |